# Vanessa hippomene
Vanessa hippomene ist ein Schmetterling der Gattung Vanessa aus der Familie der Edelfalter (Nymphalidae), der im südlichen Afrika vorkommt.

## Merkmale

### Falter
Die männlichen Falter von Vanessa hippomene haben eine Flügelspannweite von 40 bis 45 Millimeter, die weiblichen von 42 bis 48 Millimeter. Die Flügel haben eine schwarze Grundfarbe. Auf den Vorderflügeln verläuft ein ockergelbes Band von der Costa von vor der Mitte zum Hinterrand im Gegensatz zu einem orangen bei Vanessa dimorphica, dem anderen im südlichen Afrika vorkommenden Vertreter der Gattung. Auf der Innenseite ist das Band mehrfach leicht eingekerbt, der äußere Rand ist durchgehend konvex, nach hinten verjüngt es sich. Zwischen dem Band und dem Apex liegen schräg drei ziemlich kleine Flecke, von denen der erste unregelmäßig geformt und ockergelb ist. Er berührt den zweiten, der wie der dritte rundlich und weiß ist. Die Fühlerkolben sind unten schwarz.
Auf den Hinterflügeln verläuft ein ockergelbes Band in der Postdiskalregion, das sich am Ende abrupt verjüngt. Zwei recht große schwarze Augenflecke mit blauem Glanz befinden sich hintereinander am Innenrand. Der vordere ist weniger deutlich. Sie haben ein kurzes Schwänzchen, wie es sonst die Arten der Gattung Antanartia haben.
Die Unterseite ist bunt gemischt mit ockerbraun, dunkelbraun, weiß, metallisch-blau und bronze-grün. Das orange Band der Oberseite fehlt auf dem Hinterflügel, auf dem Vorderflügel ist es viel blasser und eher breiter. Die Zeichnung der basalen Zellen auf der Vorderflügelunterseite ist braun oder rot statt bläulich weiß oder cremeweiß wie bei V. dimorphica.

### Präimaginalstadien
Die Raupe ist sandbraun, zur hinteren Hälfte aschfahl mit schwarzen Dornen. Auf jedem Segment, bis auf das zweite und das letzte, sind zwei dorsale und ein laterales Paar kurzer, schwarzer, schräger Striche, die nach hinten zusammenlaufen. Die Striche sind dorsal dünn und werden lateral dicker. Auf dem letzten Segment befinden sich nur laterale Striche. Der Kopf ist aschfahl dunkel. Eine zweite Form ist weißlich und dorsal blaugrau mit schwarzem Kopf. Auf jedem Segment ist mittig ein breiter schwarzer Balken, der sich nach außen verjüngt.
Die ockergelbe Stürzpuppe hat lateral rostbraune Streifen über vom Abdomen bis nahe an die Flügeltaschen.

### Unterarten
Die Unterart Vanessa hippomene madegassorum (Aurivillius, 1899) kommt auf Madagaskar vor und scheint selten zu sein. Das Schwänzchen bei Ader 4 am Hinterflügel ist lang (etwa 4 Millimeter) und schmal und bei der Nominatform kurz (etwa 3 Millimeter) und breit. Die Bänder auf der Oberseite sind orange statt ockergelb. Die Fühlerkolben sind unten rostgelb.

### Ähnliche Arten
- Vanessa dimorphica (Howarth, 1966)
- Antanartia schaeneia (Trimen, 1879)

## Geographische Verbreitung und Lebensraum
Vanessa hippomene kommt in Südafrika, Eswatini und auf Madagaskar vor. In Südafrika ist Vanessa hippomene selten und kommt nur an einigen Stellen entlang der Küste in niederen Lagen vom West-Kap (Knysnal), Ost-Kap (Amatolas) bis KwaZulu-Natal und Zululand (Eshowe) vor.

## Lebensweise
Vanessa hippomene lebt an Waldrändern. Die Falter bilden zwei bis drei Generationen pro Jahr, die größte Dichte erreichen sie von April bis Mai. Die Raupen ernähren sich von Laportea peduncularis, Pouzolzia parasitica und Didymodoxa caffra. Die Falter sind scheu und verstecken sich im Gestrüpp, wenn sie gestört werden. Mitunter ist die Art häufig.

## Systematik
Der Falter wurde 1806 von Jacob Hübner in Sammlung exotischer Schmetterlinge als Hypanartia hippomene erstbeschrieben. Von Boisduval wurde er in die Gattung Vanessa gestellt, die damals aber nicht die heutigen Arten enthielt, sondern etwa das Tagpfauenauge und den Kleinen Fuchs. Danach wurde er von Rothschild & Jordan mit anderen ähnlichen Arten den afrikanischen Admiralen der Gattung Antanartia zugeordnet. Antanartia dimorphica wurde 1966 von T. G. Howarth als eigene Art von hippomene abgetrennt. Erst genetische Untersuchungen von Wahlberg und Rubinoff 2011 zeigten, dass beide Arten näher mit der Gattung Vanessa als Antanartia verwandt sind.

### Synonyme
- Hypanartia hippomene, Hübner, 1806
- Vanessa hippomene, Boisduval
- Pyrameis hippomene, Trimen, 1862
- Eurema hippomene, Doubleday, 1848; Trimen 1887
- Antanartia hippomene, Rothschild & Jordan, 1903